# Refuge de l'Aigle
Le refuge de l'Aigle est un refuge de haute montagne situé dans les Alpes françaises dans le massif des Écrins, au pied de la Meije, sur la commune de La Grave (département des Hautes-Alpes). Le premier refuge a été construit en 1910, il fut modifié en 1986 par l'ajout d'une cuisine et d'un étroit logement pour le gardien, puis déconstruit et reconstruit en 2014, le tout en gardant une partie de la structure originelle intégrée à l'intérieur au bâti.
Un autre bâtiment, le refuge Lemercier, situé à côté du refuge du Pelvoux (dans le même massif des Écrins), datant de 1892 et fonctionnant toujours « à l'ancienne », existe encore dans le massif des Écrins et a été récemment restauré ; il peut être visité.
Le refuge de l'Aigle se trouve dans le parc national des Écrins.

## Caractéristiques
Le refuge est installé à 3 450 m d'altitude, sur le rocher de l'Aigle qui émerge de la crête séparant les glaciers de l'Homme (qu'il surplombe) et du Tabuchet. Conforté et rénové, l'ancien refuge historique a laissé la place à un nouveau bâtiment de 30 places, qui est ouvert au public depuis le 9 août 2014. Il est constitué d'une pièce principale faisant office de dortoir et de salle à manger, à laquelle est accolée une pièce sur 2 étages faisant office de cuisine, local technique et chambre pour les gardiens.

## Accès

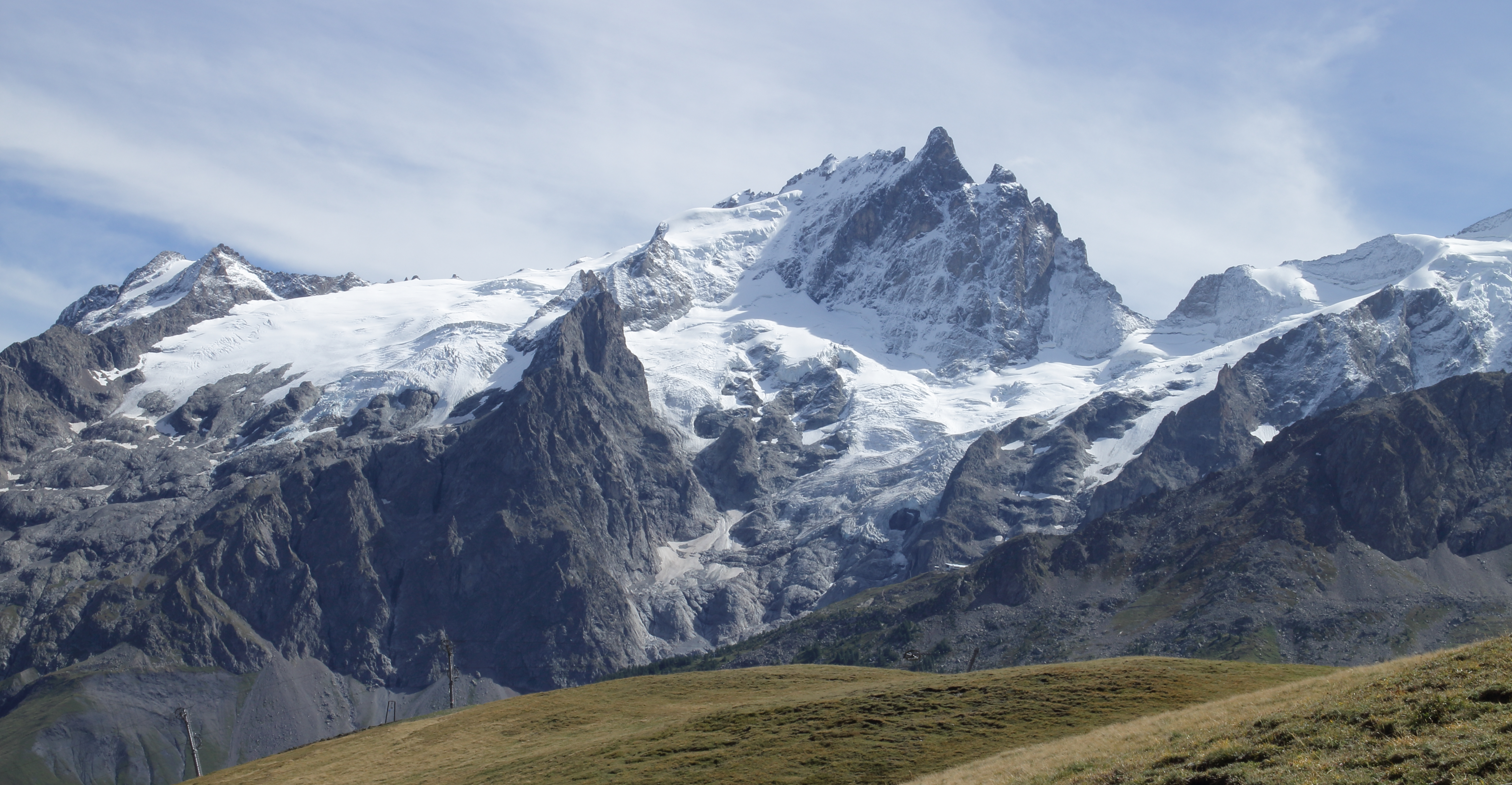
Le massif de la Meije vu du plateau d'Emparis.

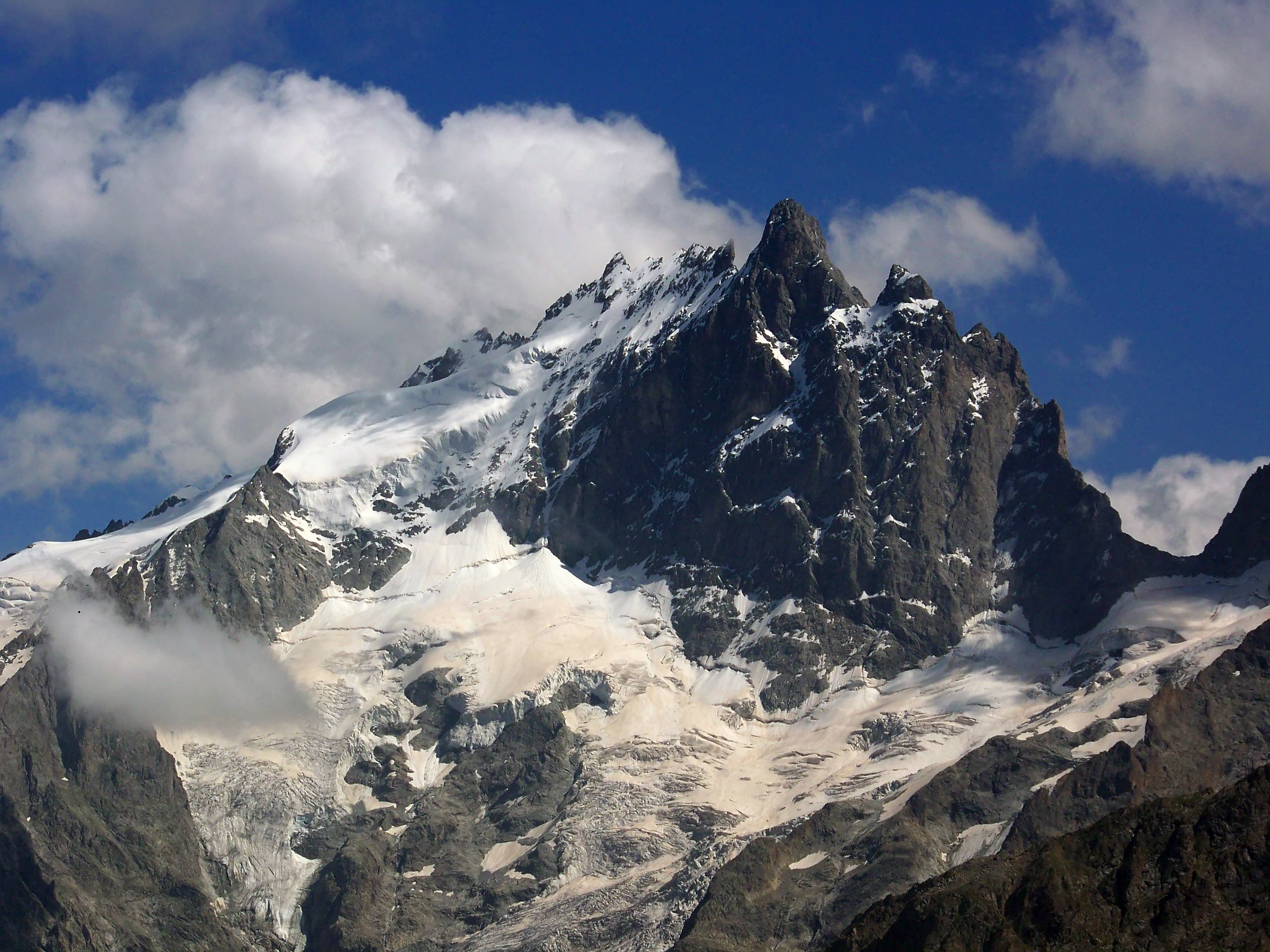
Le Grand pic de la Meije.

L'accès usuel au site aujourd'hui, part du pont des Brebis (1 662 m) - (près du hameau du Pied du col à Villar-d'Arêne, commune voisine de La Grave), qui enjambe la rivière Romanche. Il remonte par un sentier jusqu'aux névés du glacier du Bec et rejoint au col du Bec (3 065 m) l'arête rocheuse qui va du pic de l'Homme au bec de l'Homme. La vire Amieux (passage découvert par le guide de La Grave, Lucien Amieux), vers 3 200 m, équipée d'un câble, permet de quitter l'arête pour rejoindre, dans sa partie moins raide et moins crevassée, le glacier du Tabuchet, que l'on suit par sa rive droite jusqu’au refuge. Par sa longueur (1 800 m de dénivelé, 5 h 30 à 6 h de marche), et ses difficultés (passages rocheux et glaciaires), cet accès constitue en soi une course de montagne de difficulté F.
Autrefois, l'accès se faisait directement depuis La Grave, par la côte longue et la rive droite du glacier du Tabuchet. Du fait du retrait glaciaire et de l'état de la partie inférieure de celui-ci, cet itinéraire ne se pratique plus aujourd'hui qu'en hiver et au printemps, en ski de randonnée. Depuis le Pied du Col, on peut également contourner les rochers de la Palun et remonter le vallon et le glacier de l'Homme, jusqu'au col de l'Homme à proximité immédiate du refuge. Le glacier étant très crevassé, cet itinéraire se pratique surtout au printemps à ski.
Le raide couloir ouest du passage du Serret du Savon (3 399 m), entre le glacier de la Meije et celui du Tabuchet, permet la liaison avec la face Nord de la Meije, et via la brèche de la Meije, au refuge du Promontoire.

## Courses au départ du refuge

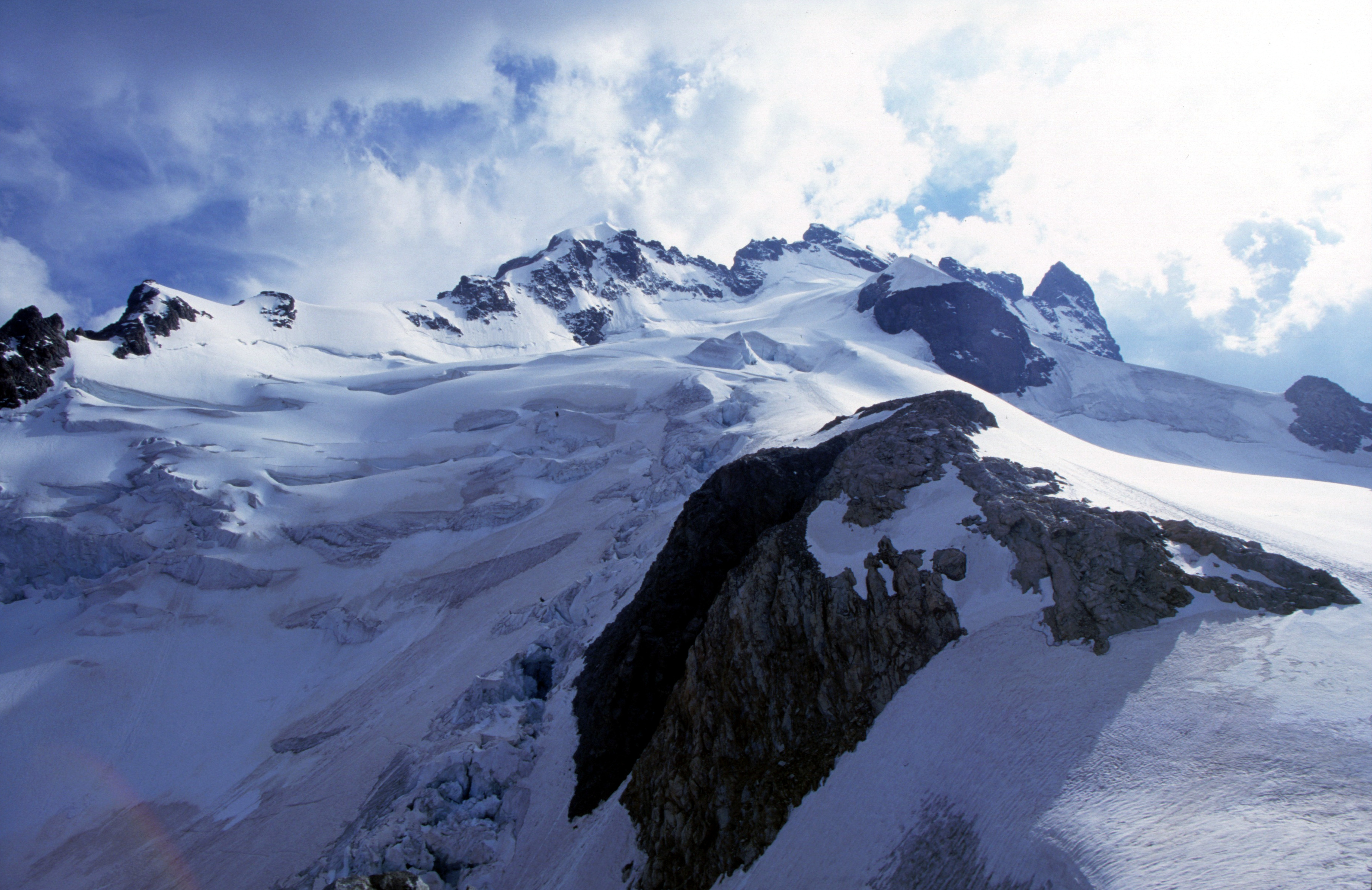
La Meije vue du refuge de l'Aigle.

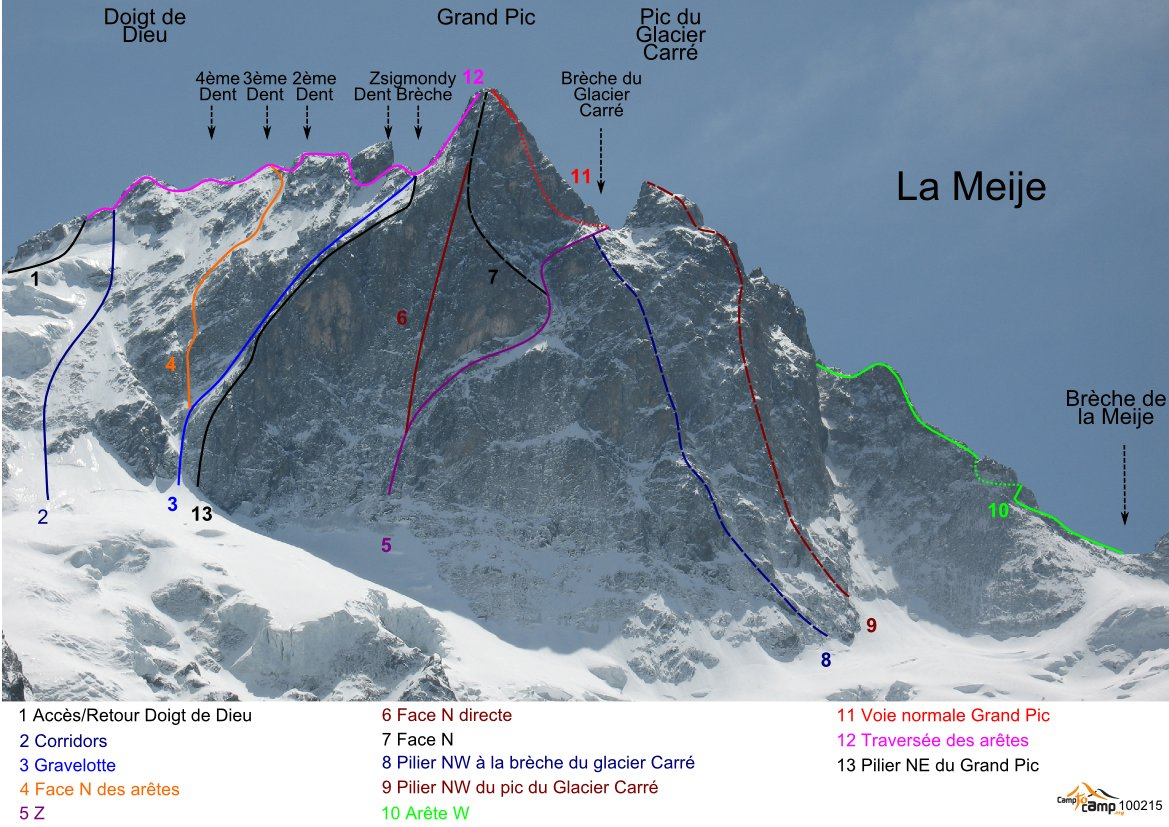
Voies en face nord de la Meije.

- À l'origine et dans les années qui ont suivi sa construction, les Livres d'or montrent que la majorité des alpinistes utilisait le refuge pour gravir le lendemain le Bec de l'Homme ou la Meije orientale, la traversée des arêtes de la Meije étant au début du XXe siècle une course exceptionnelle. Depuis les années 1930, cette course devenant classique, le refuge a servi d'abri aux alpinistes arrivés trop tardivement de cette longue équipée.
- Les courses les plus souvent faites au départ du refuge de l'Aigle sont :
  - la Meije Orientale (voie normale PD), qui peut être prolongée par la traversée Meije Orientale-Pavé-Gaspard (D) ;
  - le Doigt de Dieu (voir normale PD) ;
  - la liaison avec le refuge du Promontoire par le passage du Serret du Savon.

## Historique

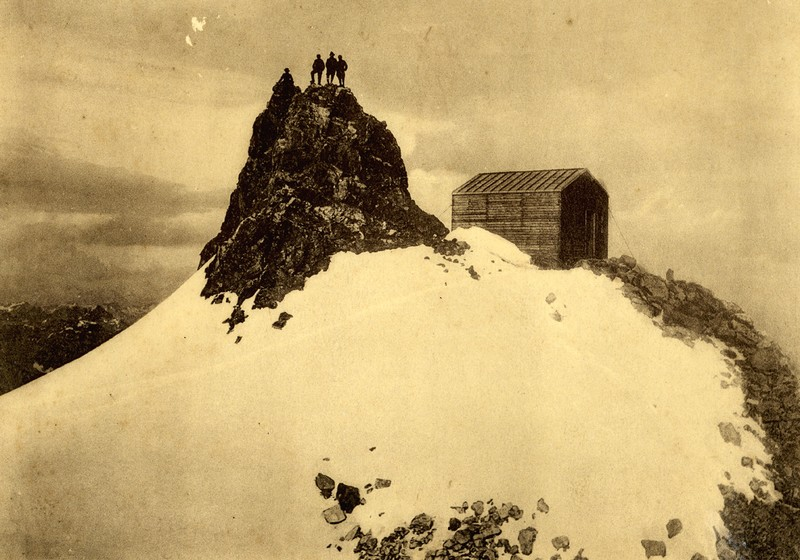
Le refuge de l'Aigle dans sa forme initiale.

Le rocher de l'Aigle, éperon rocheux sur la crête qui sépare le glacier de l'Homme et le glacier du Tabuchet, est utilisé comme emplacement de bivouac dès 1875, lors des tentatives pour atteindre le Grand pic de la Meije par le versant nord ou l'arête est. Lors de leur première ascension du pic Central de la Meije, le 28 juin 1870, William Auguste Coolidge, Meta Brevoort et leurs guides (Christian Almer, Ulrich Almer, Christian Gertsch) notent la superbe vue sur le mont Blanc depuis le rocher de l'Aigle, mais grande fut leur déception lorsqu'ils constatèrent que le Grand pic de la Meije était plus haut que le pic Central.
Le Grand pic de la Meije est finalement gravi en 1877 par Emmanuel Boileau de Castelnau avec Pierre Gaspard père et fils, qui passèrent par le versant sud (voie normale de montée aujourd'hui) ; la première traversée dans le sens ouest-est (du Grand pic au Doigt de Dieu, est réalisée en 1891, par J.-H. Gibson avec Ulrich Almer et Fritz Boss. Cette voie devient rapidement classique, et la façon habituelle de gravir la Meije.
Dès 1894, le Club alpin français (CAF) de Paris décide de faire construire par l'entreprise Ledeuil une cabane préfabriquée, mais devant les problèmes de transport, celle-ci fut finalement implantée dans les aiguilles d'Arves à proximité du lac du Goléon. Le projet repart en 1909 avec une nouvelle cabane préfabriquée, en bois de pin, sur le même modèle que l'ancien refuge du Promontoire. Le coût total de construction (le portage à dos d'homme depuis La Grave comptant pour 22 %) s'éleva à 12 888,25 francs de l'époque (contre 7 397,50 francs pour le Promontoire, et elle est implantée en 1910. En 1946, le refuge, peu entretenu et dégradé, fut confié par le CAF en gestion à sa section de Briançon. Son président, André Georges, joua à cette occasion un rôle très important.

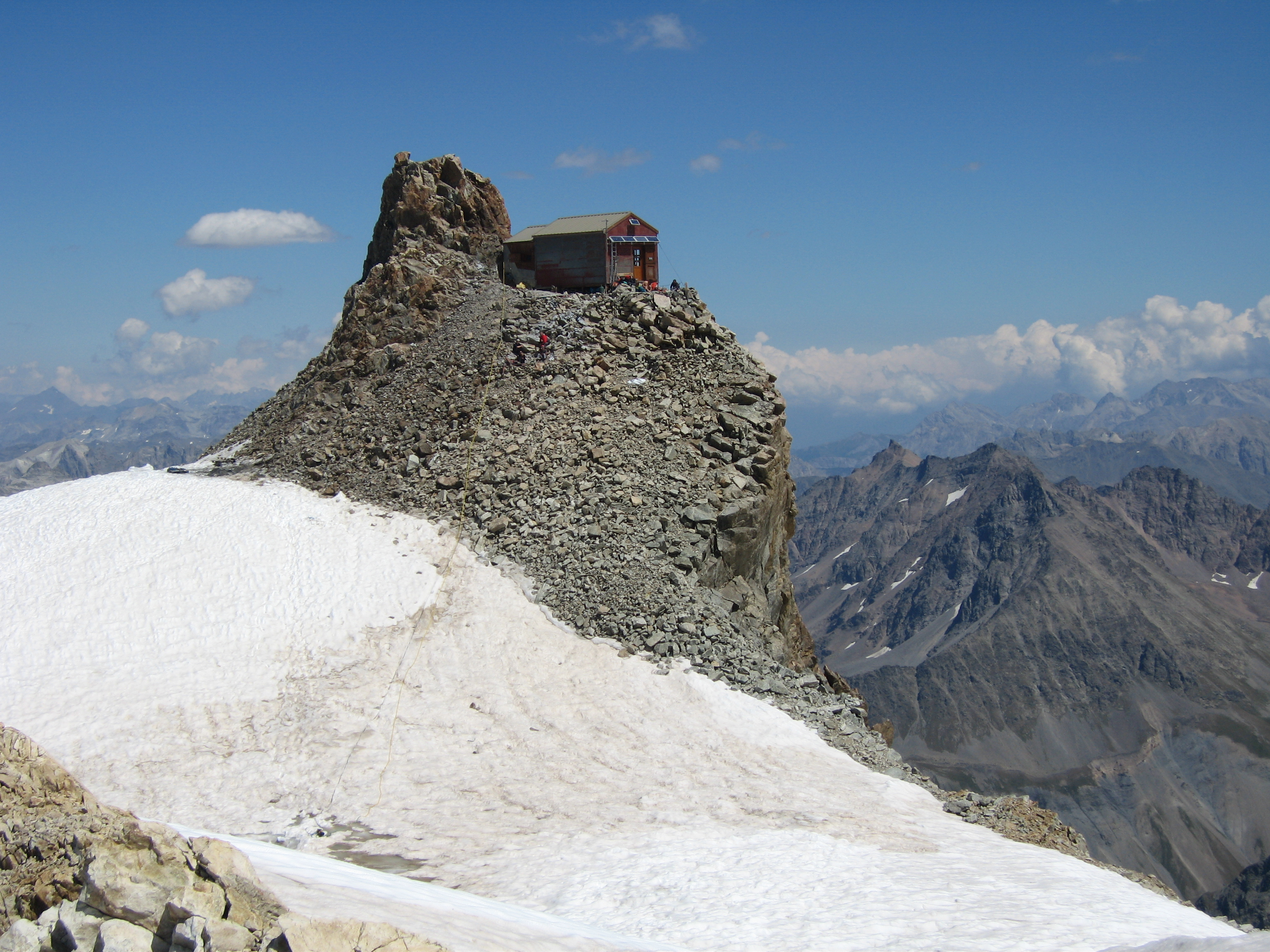
Vue du refuge de l'Aigle en 2009, avant sa reconstruction.

En 1962, le bardage extérieur du refuge, fortement abîmé, est recouvert de plaques de zinc pour le protéger des intempéries . Devant la fréquentation croissante le refuge devient gardé en 1971, et une petite pièce annexe est accolée pour y installer la cuisine, la réserve et le logement du gardien dans les années 1980.
Le projet de rénovation en profondeur (2002) et de construction d'un nouveau refuge, contesté par certains, a pris beaucoup de retard. À la suite d'une médiation fructueuse, un nouveau projet a finalement vu le jour et les travaux ont pu commencer. La déconstruction s'est faite du 16 au 24 septembre 2013 et la construction nouvelle intégrant l'ancienne structure s'est faite du mois d'avril au mois d'août 2014 avec une ouverture au public le 9 août 2014.

## Fréquentation
Le refuge accueille une centaine de personnes pendant l'été 1913, 40 en 1965, 375 en 1971 (année à partir de laquelle il est gardé pendant la saison), près de 1 000 en 1983. Depuis les années 1995, la fréquentation est restée assez stable (contrairement à de nombreux refuges dont l'attrait a diminué dans le massif) : autour d'un millier de nuitées annuelles réparties au printemps et surtout en été.

## Arts et littérature
Accident à la Meije, roman d'Étienne Bruhl publié en 1946 et considéré comme « un grand classique du polar de montagne », puis comme le premier du genre « roman policier alpin », met en scène le refuge de l'Aigle dans son ancienne version, que les héros retrouvent après avoir affronté la tempête sur le fil de l'arête sommitale de la Meije, à la recherche d'un alpiniste disparu.